# Люди і дельфіни
«Люди і дельфіни» — радянський чотирисерійний науково-фантастичний телефільм 1983 року, знятий режисером Володимиром Хмельницьким на студії «Київнаукфільм». Екранізація науково-фантастичної повісті «Гінці Нептуна» (1979) письменників Юрія Алікова та Володимира Капустяна.

## Сюжет
Науково-фантастичний телевізійний міні-серіал про проблеми пошуку вченими порозуміння між людиною та дельфіном. Діяльність вченого Сергія Чернікова, який багато років присвятив вивченню дельфінів, призвела до сміливої гіпотези, що дельфіни — «морський народ», наділений розумом.

## У ролях
- Ігор Лєдогоров — Сергій Терентійович Черніков
- Галина Яцкіна — Джанай, помічник Чернікова
- Вася Яцкін — Сергій, син Джанай
- Наталія Фатєєва — Євгенія Григорівна Старостіна, доктор біології
- Володимир Талашко — Федір Данилевський, чоловік Євгенії Старостіної
- Мілена Тонтегоде — Світлана Рогова, лікар (озвучила Наталія Фатєєва)
- Євген Леонов-Гладишев — Віктор Полєсов, новий співробітник лабораторії, студент-заочник за фахом інженер-електронщик
- Анатолій Алексєєв — Платонич, капітан
- Володимир Акімов — Степан Бутирцев, дресирувальник
- Тетяна Кунець — Алічка
- Олександр Занін — Самарін
- Вадим Лєдогоров — Черніков у молодості
- Володимир Волков — підполковник
- Юрій Нездименко — Сергій, дорослий
- Маріка Чічінадзе — епізод
- М. Джишиашвілі — епізод
- Д. Сірбіладзе — епізод
- Гогі Замбахідзе — епізод
- В. Міндадзе — епізод
- Г. Геджадзе — епізод
- Г. Йосава — епізод
- С. Чумак — епізод
- Любов Поліщук — глядачка у дельфінарії

## Знімальна група
- Автори сценарію: Юрій Аліков, Олексій Леонтьєв, Володимир Хмельницький
- Режисер-постановник: Володимир Хмельницький
- Оператори-постановники: Олександр Лозинський, Ігор Недужко
- Художник-постановник: Володимир Цирлін
- Композитор — Петро Полухін
- Звукооператор: Ігор Погон
- Режисери монтажу: Н. Римар, Аделіна Хмельницька
- Підводні зйомки: Ігор Недужко
- Комбіновані зйомки: Н. Шевчук, Н. Бондар, П. Корягін
- Пісня «Дельфіни» — В. Комарова
- Музичне оформлення: Юлії Лазаревської
- Головний консультант: доктоо біологічних наук В. Белькович
- Редактор: Володимир Міндлін
- Директор картини: Віктор Губанов